# Charles Caldwell Ryrie
Charles Caldwell Ryrie (2 marzo 1925 – Dallas, 16 febbraio 2016) è stato un biblista e teologo statunitense.
Ha lavorato come professore di teologia sistematica e preside presso il Seminario Teologico di Dallas e come presidente e professore presso la Cairn University. È considerato uno dei più influenti teologi americani del XX secolo. È stato un notevole sostenitore del classico dispensazionalismo premillenario.

## Istruzione e famiglia
I genitori di Charles Ryrie furono John Alexander e Elizabeth Caldwell Ryrie a St. Louis, nel Missouri, ed è cresciuto ad Alton, nell'Illinois. Dopo essersi diplomato al liceo nel 1942, frequentò per un semestre la scuola The Stony Brook a Long Island, dove conobbe il preside Frank E. Gaebelein.
Ryrie frequentò l'Haverford College, con l'intenzione di seguire suo padre in una carriera bancaria. Tuttavia, durante il primo anno, durante il quale incontró il fondatore del Seminario Teologico di Dallas Lewis Sperry Chafer, Ryrie inizió a dedicare la sua vita al ministero cristiano e lasciò Haverford per studiare teologia al Seminario Teologico di Dallas. Un anno dopo, ha conseguito il Th.M. (1947), (maestria in teologia), e due anni dopo ha conseguito il suo Th.D. (1949). (dottorato in teologia). Ha continuato a completare il suo dottorato in filosofia (1953) presso l'Università di Edimburgo. Ha anche conseguito un diploma dalla Liberty Baptist Theological Seminary, ora Liberty University School of Divinity.
Nel 1987 Ryrie e sua moglie divorziarono. Credendo che la Bibbia non permettesse alle persone divorziate di risposarsi, decise di vivere il resto della sua vita da single, nonostante il successivo matrimonio di sua moglie. Il Dr. Ryrie era il padre di tre figli e tre nipoti.

## Carriera accademica
Ryrie ha iniziato la sua carriera accademica insegnando un'estate per il Midwest Bible and Missionary Institute (che alla fine diventerà parte del Calvary Bible College). Ryrie si unì alla facoltà del Westmont College nel 1948 e alla fine divenne decano e presidente del Dipartimento di Studi Biblici e Filosofia. Tornò al Seminario Teologico di Dallas nel 1953 per insegnare teologia sistematica, ma rimase per diversi anni a servire come presidente del Philadelphia College of the Bible (ora Cairn University), dal 1958 al 1962. È stato anche un professore a contratto dall'autunno 1991 all'autunno 2001. Dopo essere tornato a Dallas ancora una volta, è diventato decano degli studi di dottorato fino al suo pensionamento nel 1983. Ryrie ha scritto 32 libri che hanno venduto più di 1,5 milioni di copie. [7] Inoltre, la sua bibbia di studio ha venduto oltre 2,6 milioni di copie. Ryrie era inoltre un appassionato collezionista di bibbie rare di qualità e manoscritti biblici.

## Pubblicazioni
Due dei suoi libri (The Miracles of Our Lord e So Great Salvation) hanno ottenuto il Gold Medallion Book Award. Altre pubblicazioni includono:
Dispensazionalismo oggi, 1965; The Moody Bible Institute of Chicago. NOTA: Questa è una versione precedente del riferimento al libro sottostante che potrebbe essere stata rivista.
A Survey of Bible Doctrine Moody Press, 1972 (Prima edizione), 1989 (undicesima edizione) ISBN 0-8024-8438-7 NOTA: questo titolo è disponibile anche in versione elettronica da utilizzare con e venduto da: Logos Bible Software.
Ryrie's Concise Guide to the Bible, Here's Life Publishers, 1983 ISBN 0-685-09716-1 [Brossura] NOTA: questo titolo è disponibile anche in versione elettronica per l'uso con e venduto da: Logos Bible Software.
Teologia basica, Moody Press, 1986, ISBN 0-89693-814-X
Bilanciamento della vita cristiana, Moody Press, 1994 ISBN 0-8024-0887-7
Risposte bibliche a domande difficili, Tyndale Seminary Press, 2008.
Teologia biblica del Nuovo Testamento, Moody Press, 1959.
Vieni presto Signore Gesù: Che cosa devi sapere su Rapture, Harvest House Publishers, 1996.
Dispensazionalismo, Moody Press, 1995 ISBN 0-8024-2187-3
Dispensazionalismo oggi, Moody Publishers, 1965.
Neo-ortodossia: cosa è e cosa fa, Moody Press, 1956.
Rivelazione, Chicago: Moody Press, 1968.
Guida pratica di Ryrie per la comunicazione della dottrina della Bibbia, Broadman & Holman Publishers, 2005 ISBN 0-8054-4063-1
Così grande salvezza: cosa significa credere in Gesù Cristo, Moody Press, 1997 ISBN 0-8024-7818-2
The Acts of the Apostles, Moody Press, 1961.
La base della fede premillenaria, ministri ECS, 2005.
Il meglio deve ancora venire, Moody Press, 1981.
The Holy Spirit Moody Press 1965 ISBN 0-8024-3565-3
I miracoli di nostro Signore, ECS Ministries, 2005.
Il ruolo delle donne nella Chiesa, gruppo editoriale B & H, 2011.
The Ryrie Study Bible Moody Press 1986, 1994 ISBN 978-0-8024-8902-9